# Mickey Newbury
Milton Sim Newbury, Jr. (dit « Mickey » Newbury), né le 19 mai 1940 à Houston, Texas, et mort le 29 septembre 2002, à Springfield, Oregon, est un auteur-compositeur et chanteur américain.

## Biographie
Ses parents, Mamie et Milton Newbury, lui donnèrent un frère, Jerry, dont il fut très proche durant toute sa vie. Enfant, Milton est un enfant fragile et sa santé précaire le poursuivra toute sa vie : à l'âge de 6 ans, il est atteint d'une coqueluche, puis d'une encéphalite deux ans plus tard, se brise le dos à 23 ans, est admis en hôpital pour une pneumonie à 35, pneumonie dont il gardera toute sa vie des séquelles, jusqu'à mourir d'une fibrose pulmonaire aggravée par une tachycardie.
Adolescent, encore scolarisé, il décide d'écrire des chansons, s'isolant en s'enfermant dans sa chambre pour écrire de la poésie, s'exercer, apprendre à jouer de la guitare. Au milieu des années 1950, Mickey Newbury est chanteur ténor dans un groupe de doo-wop, The Embers, quatuor au succès mitigé, sous contrat en 1956 chez Mercury Records, interprétant ses propres chansons. Le groupe fait les premières parties de Sam Cooke ou encore Johnny Cash ; à l'occasion, Mickey rencontrera le groupe The Coasters. Bien qu'il ait toujours essayé de faire de sa musique sa source principale de revenus, en fréquentant les clubs, à 19 ans il met en sommeil ses espoirs de carrière en s'engageant dans les forces aériennes américaines établies en Angleterre.
Après trois ans passés à l'armée (1959-1963), il renonce à sa carrière militaire après l'assassinat de John Fitzgerald Kennedy pour travailler sur un bateau de pêche à la crevette dans le Golfe du Mexique pendant près de trois mois. De retour sur terre, Milton réussit à se faire engager comme contrôleur de trafic aérien, et chante le soir accompagné de sa guitare en soirée, à l'affiche dans les cafés et les clubs : c'est là qu'il reconnait ses premiers pas vers ce qui deviendra son métier. Il dort dans sa voiture à cette époque, voyageant partout dans le Sud des États-Unis. Emménageant à Nashville, il y trouve une tolérance pour tous les genres de musique ; il a la chance de signer chez Acuff-Rose Music, grâce à un ami de scène, et sa carrière est définitivement lancée.
Déçu par les méthodes du producteur de son premier album, Felton Jarvis, il sera un des premiers à se rebeller contre les conventions de la société musicale dominante à Nashville. Il signe alors le premier contrat qui se présente à lui, avec une clause mentionnant que le choix du producteur serait un choix personnel, rompant en même temps son contrat avec la compagnie RCA. Il se représente au Café Wha? en février 1961, puis au Night Owl de New York et au Bitter End de Los Angeles, rencontrant Kris Kristofferson et John Phillips et David Steinberg. Il rencontre Wayne Moss et enregistre dans son garage converti en studio d'enregistrement trois albums révolutionnaires dans le monde musical de l'époque (ses méthodes ont largement inspiré Waylon Jennings à leur époque ou bien encore Paul McCartney des décennies plus tard). Il est alors un des musiciens les plus créatifs de Nashville, considéré par ailleurs comme le pionnier du mouvement outlaw de 1966 à 1970, avec Johnny Cash ou encore Merle Haggard.
Mickey convainc Roger Miller de reprendre et d'enregistrer Me and Bobby McGee, reprise à l'origine de la reconnaissance de Kris Kristofferson dans le monde de la musique. Il est également à l'origine des arrivées de Townes Van Zandt en 1968 et Guy Clark à Nashville, où ils deviendront des auteurs de chansons (« songwriters ») : c'est la première apparition du mot « songwriter » dans l'histoire de la musique : ils sont les auteurs-compositeurs-interprètes, premiers chanteurs à obtenir une reconnaissance grâce à eux-mêmes. Townes lui composera deux musiques, qui parurent sur l'album Harlequin Melodies, musiques sur lesquelles il écrivit les paroles des chansons The Queen et Mister, Can't You See. Durant ces quelques années intenses, il ne tirera pas intentionnellement de profit de sa position au sein des artistes du mouvement outlaw. Il est à l'affiche de nombreuses scènes, partagées entre autres avec Joan Baez, notamment lors du 8e Big Sur Festival de 1971. Cette année-là sort An American Trilgy, medley de trois chansons traditionnelles, dont il tirera des royalties ; il ne désirait d'ailleurs pas de reconnaissance en tant que chanteur ; de nombreux artistes reprendront ce morceau :
- All My Trials, un cantique écrit par un esclave jamaïcain ;
- Glory, dont le titre original est Battle Hymn of the Republic, écrit en 1861 par une américaine sudiste, Julia Ward Howe ;
- Dixieland, écrit vers 1859 par un américain nordiste, Dan Emmett, pour un minstrel show.

En 1974, il part vivre sur les bords de la rivière McKenzie dans l'État de l'Oregon avec son épouse Susan et leur tout jeune fils, Chris (qui fut suivi de trois autres enfants). Mickey enregistre plusieurs albums dans la décennie pour le compte de Elektra (label des Doors, des Stooges, du groupe Love, de Fred Neil ou encore du jeune Tom Waits). Il enregistre également pour le compte de ABC/Hickory. Tous ses albums sont encensés par la critique, mais pas forcément rentables à l'avenant.
En 1980, il est introduit au Hall of Fame des auteurs-compositeurs de Nashville. Il passera la première moitié des années 1980 assez éloigné de l'industrie musicale, puis revient à l'avant de la scène avec un très grand succès, avant de mourir à 62 ans, au terme d'un long combat contre une fibrose pulmonaire. Il fait partie des influences des plus grands auteurs, parmi lesquels Bob Dylan : La chanson If You See Her (Say Hello) est un titre inspiré de la chanson If You See Her (and She Mentions My Name) ; Tom Waits, autre artiste de Elektra, et Paul McCartney, dont les premières notes de la chanson Dance Tonight sont une copie de l'intro. de la chanson A Weed is a Weed, etc.

## Postérité
Le 16 août 2008, il fut admis au Texas Country Music Hall of Fame lors d'une cérémonie à Carthage ; Mamie, sa mère ; Susan, son épouse et ses enfants Chris et Laura. Mickey Newbury a écrit des nombreuses chansons qui furent reprises par Elvis Presley, Johnny Cash, Nick Cave, Roy Orbison, Bill Monroe, Hank Snow, Ray Charles, Jerry Lee Lewis, Tammy Wynette, Brenda Lee, Charlie Rich, Joan Baez, Tom Jones, Willie Nelson, Waylon Jennings, John Denver, BB King, ou Linda Ronstadt, entre autres.
Bien que de nombreux artistes aient repris ses titres, ses titres les plus mémorables sont An American Trilogy, un medley repris entre autres par des orchestres symphoniques, et Just Dropped In (to See What Condition My Condition Was In).
Mickey est membre du Songwriters Hall of Fame de Nashville et est repris dans différents top des ventes, sur des listes de genres différents, au même titre que Johnny Cash, par exemple ; son influence sur Bob Dylan, Tom Waits et les chanteurs de son époque est indéniable.

## Quelques titres célèbres de Mickey Newbury
- 1967 Funny, Familiar, Forgotten Feelings - Tom Jones
- 1968 Sweet Memories - Willie Nelson, Andy Williams
- 1968 Weeping Annaleah, issu de l'album Sings His Own - Tom Jones, Nick Cave
- 1968 Just Dropped In (To See What Condition My Condition Was In) - Kenny Rogers, Nick Cave : Écrite en avertissement des effets de la drogue, la chanson raconte une expérience au LSD[6]: Ce fut le tout premier grand succès de Kenny Rogers, qui atteignit les dix meilleures ventes du classement Billboard (no 5).
- Eddy Arnold fut no 1 avec Here Comes the Rain, Baby, et Andy Williams également avec le hit Sweet Memories (dans la liste Easy listening),
- Solomon Burke reprit Time Is A Thief, chanson qui fut no 1 dans la liste Rythm and Blues[7],[8]
- 1972 An American Trilogy - Elvis Presley
- 1973 San Francisco Mabel Joy - Waylon Jennings, David Allan Coe
- 2000 La chanson Just Dropped In (to See What Condition My Condition Was In) apparait sur le jeu vidéo Driver 2.

## Quelques albums en hommage à Mickey Newbury (en ordre de parution)
- Joan Baez reprend San Francisco Mabel Joy, The 33rd of August et Angeline sur son album Blessed Are... en 1971
- Treize reprises sont parues sur un album en hommage : Frisco Mabel Joy Revisited.
- Ronny Cox reprend 12 chansons de Mickey Newbury sur son album How I love them old songs..., paru en 2007
- Supergrass reprend Just Dropped In (To See What Condition My Condition Was In) sous le titre Condition, sur l'E.P. Alright, paru en 1995.
- Will Oldham reprend I Came Here to Hear the Music sur son album Ask Forgiveness, paru en 2007.

## Discographie Sélective
- Harlequin Melodies - 1968
- Funny, Familiar, Forgotten, Feelings - 1968 (Paru en Angleterre uniquement)
- Looks Like Rain - 1969
- San Francisco Mabel Joy - 1971
- Sings His Own - 1972
- Heaven Help The Child - 1973
- Live At Montezuma Hall - 1973
- I Came To Hear The Music - 1974
- Lovers - 1975
- Rusty Tracks - 1977
- His Eye Is On The Sparrow - 1978
- The Sailor - 1979
- After All These Years - 1981
- Sweet Memories - 1985
- In A New Age - 1988
- Best Of Mickey Newbury - 1991
- Nights When I Am Sane - 1994
- Lulled By The Moonlight - 1996
- Live In England - 1998
- It Might As Well Be The Moon - 1999
- Stories From The Silver Moon Cafe - 2000
- Winter Winds - 2002
- A Long Road Home - 2002
- Blue To This Day - 2003
- An American Trilogy, compilation - 2011